# 長岡ジャンクション
長岡ジャンクション （ながおかジャンクション）は、新潟県長岡市上除町にある、北陸自動車道と関越自動車道を接続するジャンクションである。

## 歴史
- 1980年（昭和55年）9月27日 - 当JCT - 西山ICの開通に伴い供用開始[1][2]。

## 概要
関越自動車道の東京方面 - 北陸自動車道の新潟方面が本線となっており、北陸自動車道の富山方面へと分岐している。

## 接続する道路

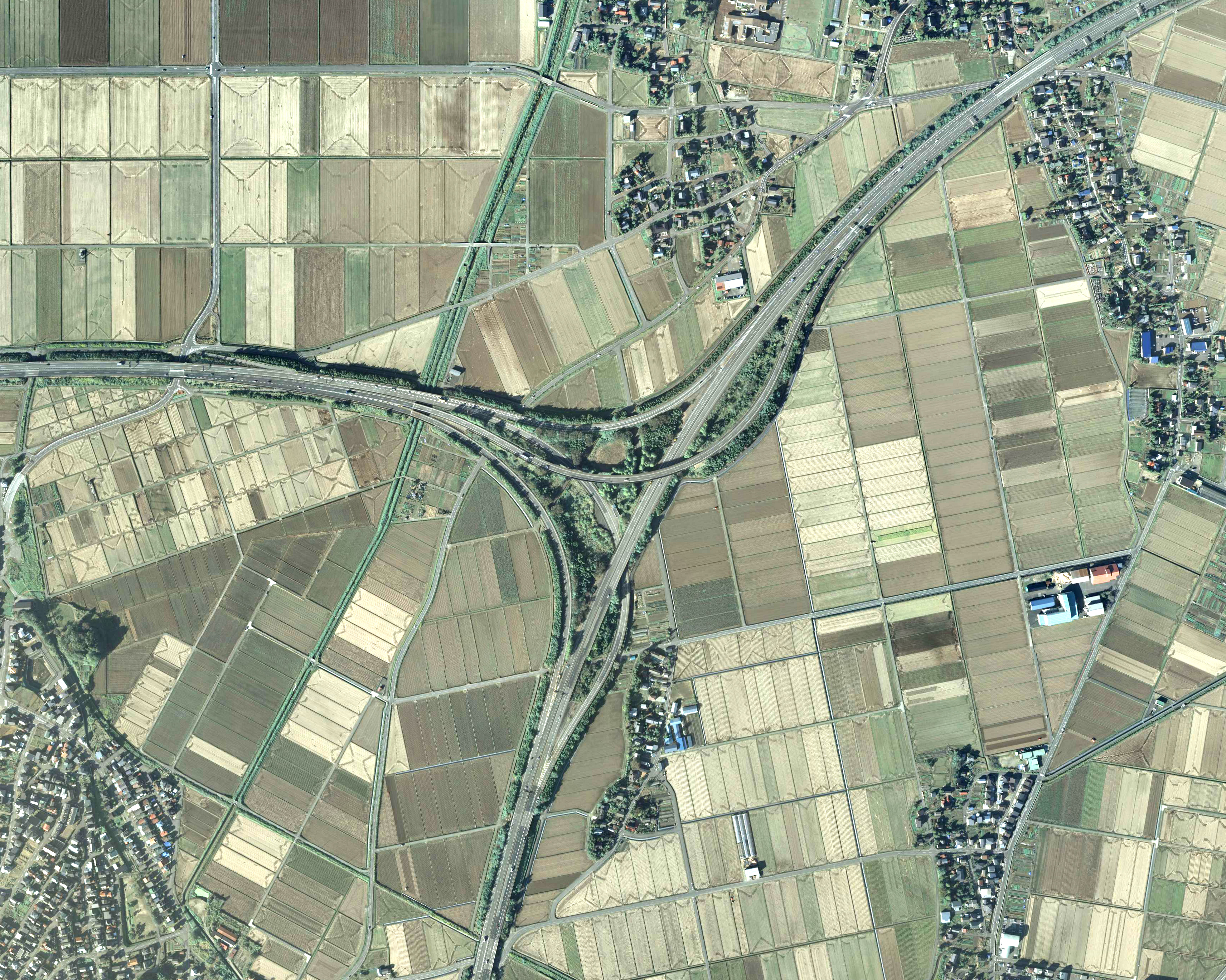
長岡ジャンクション周辺の空中写真。
。
（2011年10月19日撮影の2枚を合成作成。）

IC番号は開通当時、関越自動車道の連番に合わせて22番としていたが、1987年（昭和62年）に北陸自動車道のIC番号である37番に変更した。
- E8 北陸自動車道（37番）
- E17 関越自動車道（37番）

## 隣
E8 北陸自動車道
(36) 西山IC - 大積PA/SIC（SICは事業中） - (37) 長岡JCT - (37-1) 長岡北SIC - (38) 中之島見附IC
E17 関越自動車道
(21) 長岡IC - (37) 長岡JCT